# Epiphone Sheraton
La Epiphone Sheraton è una chitarra elettrica con cassa semi-hollowbody del modello archtop, prodotta dall'azienda statunitense Epiphone.

## Caratteristiche
Si tratta di una riedizione aggiornata di uno storico modello risalente al 1958, ultimo anno di indipendenza dell'azienda di New York prima che fosse acquistata da Gibson. La prima versione della Sheraton fu molto innovativa per il tempo, adottando un corpo thinline a doppia spalla mancante, una cordiera Frequensator, brevettata dalla stessa Epiphone, e un pickup P90.
I segnatasti erano triangoli posti nei rettangoli in madreperla e sulla paletta era presente un intarsio floreale, che ricorda una pianta di vite. Si configurò dunque come una concorrente della Gibson ES-335. Dopo la acquisizione da parte di Gibson, il ponte Frequensator fu sostituito da un tune-o-matic e al posto del P90 subentrarono due mini humbucker.
Il modello Epiphone Sheraton II, privo di cordiera Frequensator, fu introdotto nel 1986.

## Sostenitori
La Sheraton e la Sheraton II furono le chitarre principali utilizzate dalla leggenda del Mississippi blues John Lee Hooker. Epiphone ha introdotto la firma John Lee Hooker Sheraton e Sheraton II nel 2000, l'anno prima della sua morte.
Noel Gallagher, chitarrista degli Oasis, ha usato vari modelli di Epiphone Sheraton, compreso uno speciale modello fuori commercio con mini-humbucker, ponte Frequensator e un disegno della Union Jack di tonalità celeste, utilizzato da Gallagher durante i concerti tenuti dalla band a Maine Road, stadio di Manchester, nell'aprile del 1996. Epiphone produsse quindi la Noel Gallagher Supernova, una sorta di replica economica del modello anzidetto, che però si ispirava più propriamente alla Epiphone Riviera, e non alla Sheraton, e fu commercializzata con un disegno della Union Jack di tonalità blu, oppure nel modello Cherry Red o finitura Black Ebony. Nel 2014 Epiphone produsse la Union Jack Limited Edition Sheraton (solo mille copie). L'originale chitarra di Noel Gallagher, a differenza delle repliche, raffigurava la bandiera britannica anche sul retro dello strumento. 
Brian Aubert, frontman dei Silversun Pickups, possiede una Sheraton modificata con meccaniche color argento. Matthew Followill, chitarrista dei Kings of Leon, possiede una Epiphone Sheraton 2. Ezra Koenig dei Vampire Weekend suona quasi sempre una Sheraton II. Anche Ted Leo dei Ted Leo & The Pharmacists ha usato per molti anni una Sheraton.

## Utilizzatori celebri
- John Lee Hooker
- Leon Rhodes, Sheraton rosso ciliegia
- Drake Levin, Sheraton rosso ciliegia
- Ted Leo
- Ezra Koenig, Epiphone Sheraton senza battipenna
- Noel Gallagher, Sunburst Sheraton e Union Jack Sheraton
- Brian Aubert, Sheraton modificata
- Matthew Followill, Sheraton II
- Tom DeLonge, Sheraton II color ebano nel video di I Miss You dei Blink 182
- Aaron Dessner
- Randy Randall
- Gem Archer, Sheraton color ciliegia
- Jens Lekman, Sunburst Sheraton II.
- Scott Thurston